# Nanette Kaulla
Nanette Kaulla (Monaco di Baviera, 1812 – 1876) è stata una modella tedesca. 
Apparve nella Galleria delle Bellezze, raccolta dal re Ludovico I di Baviera nel 1829. Era anche chiamata la "più bella ebrea di Monaco". Fu descritta come graziosa, spiritosa e gentile.

## Biografia
Nanette Kaulla nacque a Monaco di Baviera nel 1812, tredicesima e più giovane figlia di Joseph Raphael Kaulla e Josephine Bernhardine Peppenheimer. Suo padre era l'agente di corte e presidente della comunità ebraica di Monaco. Nel 1834 sposò il mercante di Monaco Salomon Joseph Heine (1803–1863), il cui nipote era il poeta Heinrich Heine, che era cugino di terzo grado di Karl Marx. Morì nel 1876 senza avere mai figli.

## Ritratto
Il suo ritratto fu iniziato nel 1829 da Joseph Karl Stieler, quando aveva 17 anni. Fu l'ultimo dei primi dieci ritratti che l'artista dipinse per il re Ludovico I di Baviera. Indossa un abito nero con maniche ampie, una spilla dorata al centro e una freccia come fermaglio per capelli.